# Lamy (Nuevo México)
Lamy es un lugar designado por el censo ubicado en el condado de Santa Fe en el estado estadounidense de Nuevo México. En el Censo de 2010 tenía una población de 218 habitantes y una densidad poblacional de 32,5 personas por km².

## Geografía
Lamy se encuentra ubicado en las coordenadas 35°29′8″N 105°53′11″O / 35.48556, -105.88639. Según la Oficina del Censo de los Estados Unidos, Lamy tiene una superficie total de 6.71 km², de la cual 6.71 km² corresponden a tierra firme y (0%) 0 km² es agua.

## Demografía
Según el censo de 2010, había 218 personas residiendo en Lamy. La densidad de población era de 32,5 hab./km². De los 218 habitantes, Lamy estaba compuesto por el 86.24% blancos, el 0% eran afroamericanos, el 1.83% eran amerindios, el 1.38% eran asiáticos, el 0% eran isleños del Pacífico, el 7.34% eran de otras razas y el 3.21% pertenecían a dos o más razas. Del total de la población el 25.23% eran hispanos o latinos de cualquier raza.